# Geordie Beamish
Geordie Beamish (Hastings, 24 de octubre de 1996) es un deportista neozelandés que compite en atletismo, especialista en las carreras de mediofondo. Ganó una medalla de oro en el Campeonato Mundial de Atletismo en Pista Cubierta de 2024, en la prueba de 1500 m.

## Palmarés internacional
| Campeonato Mundial en Pista Cubierta | Campeonato Mundial en Pista Cubierta | Campeonato Mundial en Pista Cubierta | Campeonato Mundial en Pista Cubierta |
| Año                                  | Lugar                                | Medalla                              | Prueba                               |
| ------------------------------------ | ------------------------------------ | ------------------------------------ | ------------------------------------ |
| 2024                                 | Glasgow (Reino Unido)                | Medalla de oro                       | 1500 m                               |